# Contea di Payette
La contea di Payette (in inglese Payette County) è una contea dello Stato dell'Idaho, negli Stati Uniti. La popolazione al censimento del 2020 era di 25 386 abitanti. Il capoluogo di contea è Payette.

## Geografia
La contea si trova nel sud-ovest dello stato, al confine con l'Oregon. Si tratta della contea più piccola dello Stato. Il fiume principale è il Payette, che scorre nel centro della contea. Esso sfocia nel fiuem Snake, che forma parte del confine ovest con l'Oregon.

### Contee confinanti
- Contea di Washington - nord
- Contea di Gem - est
- Contea di Canyon - sud
- Contea di Malheur (Oregon) - ovest

## Storia
La contea fu istituita nel 1917 e fu chiamata come l'omonimo fiume.

## Comuni

### Cities
- Fruitland
- New Plymouth
- Payette (capoluogo)